# Jervis Drummond
Jervis Earlson Drummond Johnson (Limón, 8 de septiembre de 1976) es un exfutbolista costarricense. Fue defensa en el Deportivo Saprissa.

## Clubes
| Club                 | País       | Año       |
| -------------------- | ---------- | --------- |
| Deportivo Saprissa   | Costa Rica | 1995-2000 |
| Club Sport Herediano | Costa Rica | 2000-2002 |
| Deportivo Saprissa   | Costa Rica | 2002-2010 |

## Palmarés

### Títulos nacionales
| Título                         | Equipo             | País       | Año  |
| ------------------------------ | ------------------ | ---------- | ---- |
| Primera División de Costa Rica | Deportivo Saprissa | Costa Rica | 1995 |
| Primera División de Costa Rica | Deportivo Saprissa | Costa Rica | 1998 |
| Primera División de Costa Rica | Deportivo Saprissa | Costa Rica | 1999 |
| Primera División de Costa Rica | Deportivo Saprissa | Costa Rica | 2004 |
| Primera División de Costa Rica | Deportivo Saprissa | Costa Rica | 2006 |
| Primera División de Costa Rica | Deportivo Saprissa | Costa Rica | 2007 |
| Primera División de Costa Rica | Deportivo Saprissa | Costa Rica | 2007 |
| Primera División de Costa Rica | Deportivo Saprissa | Costa Rica | 2008 |
| Primera División de Costa Rica | Deportivo Saprissa | Costa Rica | 2008 |
| Primera División de Costa Rica | Deportivo Saprissa | Costa Rica | 2010 |

### Títulos internacionales
| Título                           | Equipo                  | Sede                                 | Año  |
| -------------------------------- | ----------------------- | ------------------------------------ | ---- |
| Copa de Campeones de la Concacaf | Deportivo Saprissa      | Concacaf                             | 1995 |
| Torneo Grandes de Centroamérica  | Deportivo Saprissa      | Centroamérica                        | 1998 |
| Copa Centroamericana             | Selección de Costa Rica | Costa Rica                           | 1999 |
| Copa Centroamericana             | Selección de Costa Rica | Panamá                               | 2003 |
| Copa Interclubes de la UNCAF     | Deportivo Saprissa      | Centroamérica                        | 2003 |
| Copa de Campeones de la CONCACAF | Deportivo Saprissa      | Norteamérica, Centroamérica y Caribe | 2005 |
| Copa Centroamericana             | Selección de Costa Rica | El Salvador                          | 2007 |